# Obsjtina Varna
Obsjtina Varna (bulgariska: Община Варна) är en kommun i Bulgarien.   Den ligger i regionen Oblast Varna, i den östra delen av landet, 400 km öster om huvudstaden Sofia.
Obsjtina Varna delas in i:
- Vladislav Varnentjik
- Asparuchovo
- Mladost
- Primorski
- Odesos
- Zvezditsa
- Kazasjko
- Kamenar
- Topoli
- Konstantinovo

Följande samhällen finns i Obsjtina Varna:
- Varna
- Golden Sands